# かりゆし先生ちばる!
『かりゆし先生ちばる!』（かりゆしせんせいちばる!）は、2009年6月29日から9月18日にかけて、TX系列（TXN）の「Lドラ」枠にて放送された昼のテレビドラマ。放送時間は月曜から金曜の13:00 - 13:30（JST）。全12週、60回。平均視聴率は2.2%。
2008年からスタートした「Lドラ」の新作の放送はこの作品が最後になった。

## あらすじ
永田町の闇の権力に屈し居場所を失った元政治家・望月陶子。日本から忘れ去られたような小さな南の島を訪れた陶子は、小学校の教師として働きながら、島が抱える様々な問題解決に力を注ぎ、やがて、島民の信頼を得ていく。
劇中、美浜島として登場するのは、八重山諸島・小浜島。ほぼ3か月に渡り出演者が沖縄に留まる過酷なスケジュールでロケーション撮影が行われた。
沖縄を舞台にしながら沖縄地区での放映は実現していない。

## 登場人物
- 望月（葉山）陶子（32）：国分佐智子
元国会議員。政治問題で辞職し、葉山陶子と言う名前で3か月限定の非常勤教員として採用され、美浜島小学校3・4年生の担任として赴任する。

倉沢家
- 倉沢英輔（59）：螢雪次朗
民宿「くら」の主人。元漁師。
- 神谷沙希（33）：春馬ゆかり
英輔の娘。桜井診療所の看護師。夫と死別し東京から島へ帰ってきた。太一とは小中の同級生。
- 神谷理子（9）：重本愛瑠
沙希の娘。小学4年生で陶子の教え子。

高野家
- 高野源（42）：金山一彦
酪農家。島の観光開発には反対している。
- 高野早苗（42）：CHIKA
源の嫁。
- 高野俊介（10）：仲山忠扶
源の息子。小学4年生で陶子の教え子。
- 高野美鳥（1）：吉本歩夢
源の娘。俊輔の妹。

金城家
- 金城憲司（55）：中丸新将
浜富町の町長。島の観光開発を考えている。
- 金城花恵（32）：岩崎光里
憲司の娘。美浜島小学校1・2年生の担任。生徒から「シーサー」と呼ばれている。太一や沙希の小中の後輩。

下地家
- 下地太一（33）：伊藤高史
美浜島と石垣島を結ぶフェリーの船長。沙希とは小中の同級生。
- 下地悠太（9）：山田昇太
太一の息子。小学3年生で陶子の教え子。
- 亜希子（30）：三咲順子
太一の元妻。

桜井家
- 桜井博司（42）：正城慎太郎
島の桜井診療所の医者。島の観光開発には賛成している。
- 桜井香里（40）：武藤令子
博の嫁。病気で入院している。
- 桜井亮（10）：知念秀光
博の息子。学級委員長。小学4年生で陶子の教え子。

仲間家
- 仲間ユズ（64）：山田スミ子
雑貨店を経営している。「ユズばぁ」と呼ばれている。
- 仲間友美（9）：兼久開吏
ユズの孫。小学3年生で陶子の教え子。

島の人たち
- 川島直子（52）：根岸季衣
美浜島小学校の校長。陶子が島へやってきた時に事情を知る唯一の人間だった。倉沢英輔からは「ナオチョー」と呼ばれている。
- 沼田篤（30）：市村直樹
美浜島小学校5・6年の担任。石垣島からフェリーで通っている。生徒から「海パン先生」と呼ばれている。
- 赤嶺基（35）：酒井尊之
浜富警察署美浜駐在所の駐在。
- 若松乙矢（28）：三橋潔
東京からやって来た借金取り。

その他
- 長沢巧（52）：永島敏行
陶子の大学時代の恩師。
- 望月康一郎：平井雅博
陶子の父親。病気で死亡。
- 望月正人（27）：西興一朗
陶子の弟。アメリカ留学から帰国した。
- 長谷川陽一（50）：美木良介
陶子の元第一秘書。康一郎時代からの秘書。
- 八雲幸造（65）：浜田晃
国会議員。康一郎と旧友。
- 釣沢文次（65）：横内正
釣沢建設社長。康一郎の親友。
- 掘田敏夫（50）：緒形幹太
出版会社編集長。
- 佐伯芳野（45）：沖直未
記者。陶子の行方を追っている。
- 片岡：吉田慎之介
八雲総理秘書官。
- 中川：志村東吾
- TVリポーター：川原みなみ

など。

## スタッフ
- チーフプロデューサー：橋本かおり（テレビ東京）
- プロデューサー：只野研治（テレビ東京）、不破敏之、波田野憲雄、中野昌宏
- 脚本：岡崎由紀子、鈴木貴子、中山乃莉子、小川眞住枝、松本美弥子、遠藤彩見
- 演出：中野昌宏、金子与志一
- 音楽：大橋好規
- 協力：日本航空、日本トランスオーシャン航空、南西楽園、石垣島ドリーム観光、ユニマットホールディング
- 現地協力：小浜島の皆さん、竹富町立小浜小中学校
- 製作協力：エーステレビ
- 技術協力：ビデオフォーカス
- 音楽協力：テレビ東京ミュージック
- ホームページ：テレビ東京ブロードバンド
- 製作：テレビ東京、テレビ東京制作

## 主題歌
- MAX 「ラフカット ダイアモンド」

## ネット局・放送時間・期間
下表の情報は本放送時のもの
| 放送対象地域  | 放送局         | 系列           | 放送時間          | 放送期間               | 備考       |
| ------------- | -------------- | -------------- | ----------------- | ---------------------- | ---------- |
| 関東広域圏    | テレビ東京     | テレビ東京系列 | 月-金 13:00-13:30 | 2009年6月29日-9月18日  | 番組制作局 |
| 北海道        | テレビ北海道   | テレビ東京系列 | 月-金 12:00-12:30 | 2009年6月29日-9月18日  |            |
| 愛知県        | テレビ愛知     | テレビ東京系列 | 月-金 12:00-12:30 | 2009年6月29日-9月18日  |            |
| 大阪府        | テレビ大阪     | テレビ東京系列 | 月-金 12:00-12:30 | 2009年6月29日-9月18日  |            |
| 岡山県 香川県 | テレビせとうち | テレビ東京系列 | 月-金 12:00-12:30 | 2009年6月29日-9月18日  |            |
| 福岡県        | TVQ九州放送    | テレビ東京系列 | 月-金 12:00-12:30 | 2009年6月29日-9月18日  |            |
| 秋田県        | 秋田放送       | 日本テレビ系列 | 月-木 16:24-16:53 | 2009年6月29日-10月22日 |            |
| 静岡県        | だいいちテレビ | 日本テレビ系列 | 火-金 9:10-10:00  | 2009年8月4日-11月18日  |            |
| 熊本県        | 熊本朝日放送   | テレビ朝日系列 | 火-金 10:55-11:25 | 2010年1月4日-4月2日    |            |
| 山梨県        | テレビ山梨     | TBS系列        | 月-金 16:20-16:50 | 2010年4月5日-8月30日   |            |
| 宮城県        | ミヤギテレビ   | 日本テレビ系列 | 月-金 10:25-10:55 | 2010年7月19日-10月11日 |            |